# 서울종합방재센터
서울종합방재센터(서울綜合防災센터, Seoul Emergency Operations Center)는 서울특별시민의 생명과 재산을 보호하기 위하여 재해와 재난, 민방위경보를 총괄 지령하고 지휘 통제하는 서울특별시청의 직속기관이다. 소장은 지방소방준감으로 보한다.
서울종합방재센터는 국가권력에 의해 인권유린이 자행되던 남산 중앙정보부 안전기획부 제6별관으로 사용된 건물로서 악명 높은 취조실이 있던 현장이자 중앙정보부, 안기부의 위세를 상징하는 곳이다. 방재센터 건물은 2013년 서울 미래유산으로 등재됐다.

## 설치 근거 및 소관 사무

### 설치 근거
- 「서울특별시 행정기구 설치조례」 제34조제1항[2]

### 소관 사무
- 서울종합방재센터 운영 전반에 관한 사항
- 재난·재해·구조·구급 등 각종 상황 신고접수, 출동지령·지휘·관제 등에 관한 사항
- 119 등 전산시스템, 유·무선 통신의 유지관리·개발·운영 등에 관한 사항
- 민방위경보통제소 운영, 민방위경보 전파에 관한 사항
- 서울종합방재센터 시설·장비의 유지관리, 서울종합방재센터 업무관련 유관기관과의 협조에 관한 사항

## 연혁
- 1981년 11월 9일: 서울특별시민방공경보통제소를 설치.[3]
- 1995년 3월 15일: 서울특별시민방위경보통제소로 개편.[4]
- 2001년 7월 2일: 서울종합방재센터로 개편.[5]

## 조직

### 소장
- 종합상황실[6]
- 자원관리과[7]
- 전산통신과[7]
- 민방위경보통제소[8]

## 같이 보기
- 대한민국 소방청
- 대한민국의 소방
- 소방관 계급